# دیوید اسمیت (قایقران قایق بادبانی)
دیوید اسمیت (انگلیسی: David Smith; ۳۱ اکتبر ۱۹۲۵ – ۸ مارس ۲۰۱۴) قایقران قایق بادبانی اهل ایالات متحده آمریکا بود.
وی در مسابقات کشوری و بین‌المللی در مجموع برندهٔ ۱ مدال طلا شده‌است.